# ゲオルク・モルゲンスティールネ
ゲオルク・モルゲンスティールネ（Georg Morgenstierne、1892年1月3日 - 1978年3月3日）は、ノルウェーの言語学者、東洋学者。パシュトー語をはじめとするインド・イラン語派の多数の言語の研究で知られる。

## 略歴
モルゲンスティールネはクリスチャニア（現オスロ）で生まれた。モルゲンスティールネ家（正確には von Munthe af Morgenstierne、英語版）はノルウェーの貴族の家柄である。1909年にオスロ大学にはいって古典文献学とインド・ヨーロッパ語族の比較言語学を学んだ。1914年からボン大学とベルリン大学でインド学とイラン学を学び、伝シュードラカ『ムリッチャカティカー』と伝バーサ『チャールダッタ』の関係に関する論文で1918年にベルリン大学の博士の学位を取得した。
1922年にクリスチャニアで比較文化研究所が設立されると、その後援によって1923年にインドを訪れた。翌年ペシャーワルでパシュトー語を研究した後、カーブルでアフガニスタンの言語の調査を行った。モルゲンスティールネはヌーリスターン語派の言語を調査し、ダルド語群はインド語派に属するが、ヌーリスターン語派はインド語派ともイラン語派とも異なるインド・イラン語派の第3の分支であると結論づけた。
1930年にスウェーデンのヨーテボリ大学でサンスクリットと印欧語言語学の教授に就任した。1937年にはステン・コノウの後任としてオスロ大学のインド言語文化の教授に移った。1962年に定年退職したが、その後も没するまで活発な研究活動を続けた。
文献学の方面ではフリードリヒ・カール・アンドレアスによるアヴェスター成立史（パルティア時代にアヴェスターをよく知らない人々によって編纂されたために綴りが不規則になっているという説）を否定し、理論的な語形と実際の語形のずれは規則的であると主張した。

## 主な著書
- Report on a Linguistic Mission to Afghanistan. Oslo: H. Aschehoug. (1926)
- Report on a Linguistic Mission to North-Western India. Oslo: H. Aschehoug. (1932)
- An Etymological Vocabulary of Pashto. Oslo: J. Dybwad. (1927)
- Parachi and Ormuli. Indo-Iranian Frontier Languages. I. Oslo. (1929)
- Iranian Pamir Languages (Yidgha-Munji, Sanglechi-Ishkashmi and Wakhi). Indo-Iranian Frontier Languages. II. Oslo. (1938)
- The Pashai Language: Texts and Translations. Indo-Iranian Frontier Languages. III/2. Oslo. (1944)
- The Pashai Language: Vocabulary. Indo-Iranian Frontier Languages. III/3. Oslo. (1956)
- The Pashai Language: Grammar. Indo-Iranian Frontier Languages. III/1. Oslo. (1967)
- The Kalasha language. Indo-Iranian Frontier Languages. IV. Oslo. (1972)
- Irano-Dardica. Wiesbaden. (1973)（論文集）